# ウェストチェスター・スクエア-イースト・トレモント・アベニュー駅
ウェストチェスター・スクエア-イースト・トレモント・アベニュー駅 (Westchester Square–East Tremont Avenue) はブロンクス区ペラム・ベイのウェストチェスター・アベニューとコマース・アベニュー、レーン・アベニューの交差点に位置するニューヨーク市地下鉄IRTペラム線の駅である。<6>系統が平日20時45分迄の混雑方向に停車し、それ以外の時間帯は6系統が停車する。

## 駅構造
| P ホーム階 | 相対式ホーム、右側扉が開く | 相対式ホーム、右側扉が開く |
| P ホーム階 | 南行緩行線                 | ← 平日午前：ブルックリン・ブリッジ-シティ・ホール駅行き （ゼレガ・アベニュー駅） ← 平日午前以外：ブルックリン・ブリッジ-シティ・ホール駅行き（ゼレガ・アベニュー駅） |
| P ホーム階 | 混雑方向急行線             | → 定期列車なし |
| P ホーム階 | 北行緩行線                 | → 平日午後：ペラム・ベイ・パーク駅行き（ミドルタウン・ロード駅）→ 平日午後以外：ペラム・ベイ・パーク駅行き（ミドルタウン・ロード駅）→                                |
| P ホーム階 | 相対式ホーム、右側扉が開く | |
| M          | 改札階                     | 改札口、駅員詰所、メトロカード自動券売機 |
| G          | 地上階                     | 出入口 |

駅はペラム線がパークチェスター-東177丁目駅（現：パークチェスター駅）から当駅まで延伸開業した1920年10月24日にウェストチェスター・スクエア駅 (Westchester Square) として開業した。相対式ホーム2面と緩行線2線・急行線1線を有した2面3線の高架駅で、中央の急行線は定期旅客列車の設定が無い。また、駅の北側には6系統および<6>系統の車両の基地となっているウェストチェスター車両基地への入出区線が接続しており、南行緩行線と急行線はこの連絡線を跨いでいる。
1981年、MTAは地下鉄内で最も老朽化した69駅の中に当駅をあげている。駅は2015年-2019年投資計画の一環として当駅含めて30駅の改装が予定されており、改装期間中は最大6ヶ月間駅は休止される。改装工事ではWi-Fiや携帯端末充電所の設置、案内看板や照明の更新が行われる予定である。ただし、この改装工事は資金の割り当てを2020年-2024年投資計画まで延期されている。
また、2018年4月に行われた2015年-2019年投資計画の改訂においてエレベーターの設置が発表されている。

### 出入口
駅名にはイースト・トレモント・アベニューとあるが、その通りに接続する出入口は一切なく、ウェストチェスター・アベニューとコマース・アベニュー、レーン・アベニューの交差点北西に階段が1本接続している。